# Desertaria
Desertaria is een geslacht van rechtvleugeligen uit de familie veldsprinkhanen (Acrididae). De wetenschappelijke naam van dit geslacht is voor het eerst geldig gepubliceerd in 1920 door Sjöstedt.

## Soorten
Het geslacht Desertaria omvat de volgende soorten:
- Desertaria fasciata Sjöstedt, 1920
- Desertaria flamma Sjöstedt, 1921
- Desertaria lepida Walker, 1870